# Lilian Forsgrenová
Lilian Forsgrenová (* 20. březen 1990 Göteborg) je švédská reprezentantka v orientačním běhu. Druhé místo z middlu obsadila na juniorském mistrovství světa 2010 v dánském Aalborgu. Závodí za švédský klub OK Tisaren.

## Sportovní kariéra
| Přehled výsledků na Mistrovství světa juniorů | Přehled výsledků na Mistrovství světa juniorů | Přehled výsledků na Mistrovství světa juniorů | Přehled výsledků na Mistrovství světa juniorů | Přehled výsledků na Mistrovství světa juniorů |
| Mistrovství světa juniorů                     | Sprint                                        | Middle                                        | Long                                          | Štafety                                       |
| --------------------------------------------- | --------------------------------------------- | --------------------------------------------- | --------------------------------------------- | --------------------------------------------- |
| Aalborg 2010                                  | 10. místo                                     | 2. místo                                      | 28. místo                                     | 24. místo                                     |